# Martín de Zarauz

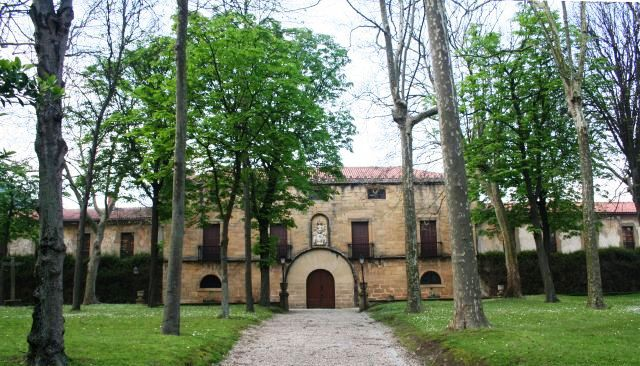
Palacio de Zarauz en Zarauz, también llamado Palacio de Narros.

Martín de Zárauz (1589-Zarauz, 1664) fue un noble y político español.

## Biografía
Hijo legítimo de Pedro de Zárauz, Señor del palacio de Zarauz y Ana de Andunaegui y Jausoro. Heredó el mayorazgo de Zárauz y el vínculo de Arizterrezu. Sus abuelos paternos fueron Francisco Buquer de Barton y Mariana de Zárauz y Gamboa. Sus abuelos maternos fueron Francisco de Andunaegui y María Ortiz de Lili y Jausoro, Señora de Jausoro.
Por línea materna fue descendiente directo de la casa de Loyola, la casa de Balda, la casa de Butrón, la casa de Haro, la casa de Borgoña y por esta línea familiar de los monarcas de los reinos de Asturias, Castilla, León, Aragón, Navarra, Portugal, la dinastía Hohenstaufen de Alemania, la casa de Plantagenet de Inglaterra, el Reino de Escocia, la casa de Normandía y la casa de Uppsala.[cita requerida]
Fue caballero de la Orden de Calatrava y ocupó varios cargos políticos: diputado general de Guipúzcoa y alcalde en Zarauz y Azcoita.
Contrajo matrimonio con Teresa Larrina, naciendo de este enlace:
- José Antonio Ortiz de Zárauz, caballero de la Orden de Santiago, heredó el mayorazgo del palacio de Zarauz. Contrajo dos matrimonios, el segundo en Éibar el 11 de julio de 1700) con María Ángela Velasco de quienes, entre otros, descienden en línea de parentesco directa los señores de la casa de Emparan y Orbe, de las nobles villas de Azpeitia y Ermua.

## Familia Zárauz - Algunos descendientes del ReyAlfonso XI el Justiciero
|                                | Descendientes Legítimos                     | Período                        |
| I Rey Alfonso XI el Justiciero | I Rey Alfonso XI el Justiciero              | I Rey Alfonso XI el Justiciero |
| ------------------------------ | ------------------------------------------- | ------------------------------ |
| II                             | Infante Tello de Castilla y Nuñez de Guzmán | 1337-1370 España               |
| III                            | Isabel Téllez de Castilla                   | ?-1401 España                  |
| IV                             | Leonor de Guevara y Téllez de Castilla      | 1381-? España                  |
| V                              | Elvira Sánchez de Leyva                     | ?-? España                     |
| VI                             | Juana de Butrón                             | 1430-? España                  |
| VII                            | María Ortiz de Gamboa                       | 1449-1520 España               |
| VIII                           | Ladrón de Balda                             | ?-? España                     |
| IX                             | María Ortiz de Balda y Garibay              | ?-? España                     |
| X                              | María Ortiz de Jausoro y Balda              | ?-? España                     |
| XI                             | María Ortiz de Lili y Jausoro               | 1559-? España                  |
| XII                            | Ana de Andunaegui y Jausoro                 | 1589-? España                  |
| XIII                           | Martín de Zárauz                            | ?-1664 España                  |